# 石月
石月（學名：Stauntonia obovatifoliola）又名橢圓葉石月，是木通科野木瓜属的植物，是台灣的特有植物。分布于台灣，生长于海拔520米的地区，目前尚未由人工引种栽培。

## 异名
- Stauntonia hexaphylla (Thunb.) Decne. f. urophylla (Hand.-Mazz.) Y. C. Wu